# لانگ برانچ (تورنتو)
لانگ برانچ (انگلیسی: Long Branch, Toronto) یک محله و شهرداری سابق در جنوب غربی تورنتو، انتاریو، کانادا است. دهکده لانگ برانچ از سال ۱۹۳۰ تا ۱۹۶۷ یک شهرداری نیمه مستقل بود. لانگ برانچ در چارچوب زمینی که دولت به سرهنگ ساموئل اسمیت (سیاستمدار کانادای علیا) در اواخر قرن ۱۸ داده بود، قرار دارد. پس از مرگ اسمیت، بخش کوچکی از آن به عنوان یک استراحتگاه تابستانی در اواخر دهه ۱۸۰۰ توسعه یافت. پس از مرگ اسمیت، بخش کوچکی از آن به عنوان یک استراحتگاه تابستانی در اواخر دهه ۱۸۰۰ توسعه یافت.